# Toro Rosso STR1
La Toro Rosso STR1 è un'automobile monoposto sportiva di Formula 1, che ha gareggiato nella stagione 2006. È stata la vettura con cui ha esordito nella massima serie la Toro Rosso, seconda squadra di proprietà di Red Bull, che aveva acquistato la squadra Minardi alla fine dell'anno precedente.

## Piloti
Per la stagione 2006, la Toro Rosso ingaggiò come piloti titolari l'italiano Vitantonio Liuzzi e lo statunitense Scott Speed, mentre il ruolo di collaudatore e terzo pilota fu ricoperto dallo svizzero Neel Jani. L'annuncio ufficiale venne a metà ottobre 2005, quando Red Bull annunciò il completamento dell'acquisto della Minardi ed il nuovo nome della squadra.

## La vettura
L'acquisizione della Minardi, da parte di Red Bull, non comportò l'utilizzo massiccio delle esperienze già maturate nella piccola squadra faentina. Venne invece utilizzata la vettura che il team principale Red Bull Racing aveva fatto correre l'anno precedente. La vettura, denominata STR1, era in pratica una riedizione della Red Bull RB1, con pochissime modifiche. Della precedente vettura venne conservata anche la motorizzazione. Infatti il regolamento della stagione 2006 permetteva l'utilizzo dei motori della generazione precedente, V10 di 3000 cm³, con una flangia di aspirazione limitata a 77 mm di diametro e regime di rotazione massimo di 16 700 giri/min.
In questo modo la FIA puntava a rendere complessivamente poco conveniente usare un motore da 3 000 cm³, ma lasciava la porta aperta ai piccoli team con pochi fondi che non potevano permettersi in poco tempo di trovare un fornitore per la nuova formula V8 da 2 400 cm³. In realtà fu solo la Toro Rosso a sfruttare questa possibilità, mentre tutti gli altri concorrenti ricorsero alle nuove motorizzazioni.
Aveva le sospensioni anteriori con barre di torsione e ammortizzatori (2+1) e quelle posteriori con barre di torsione e molle (2+1). La carreggiata anteriore era di 1 440 mm e la posteriore di 1 410 mm.

## La stagione
I test in vista del nuovo impegno cominciarono già sul tracciato di Barcellona alla fine di novembre 2005, ancora come telaio Red Bull. La STR1 debuttò in pista il 9 febbraio 2006, confermando l'utilizzo del motore da 3000 cc.
Dato che il V10 della Cosworth non utilizzava tromboncini di aspirazione ad altezza variabile, non venne penalizzato dal divieto di utilizzarli nel 2006, e pertanto le prestazioni della vettura risultarono competitive nella prima parte della stagione. Nel prosieguo dell'anno, la limitazione del regime di rotazione per i motori V10, creò però una differenza di prestazioni con i motori V8, che non era possibile colmare, considerato anche che il motore era sostanzialmente privo di evoluzioni tecniche significative. Nonostante la competitività non eccelsa quanto a potenza, il motore Cosworth si rivelò piuttosto affidabile, con diversi esemplari presenti nella graduatoria dei propulsori che percorsero il maggior numero di chilometri.
Nel corso della stagione gli adattamenti ai vari circuiti ottenuti mediante componenti realizzati appositamente, quali alettoni e profili aerodinamici, seguirono l'uso che ne aveva fatto la Red Bull nella stagione precedente, trattandosi della stessa vettura. Lo sviluppo dell'ala anteriore, in particolare alcuni nuovi profili, sia "originali" che ispirati alle vetture Minardi della stagione precedente, fu invece uguale sulla Toro Rosso e sulla vettura del team Red Bull della stagione corrente.
Nonostante fosse una soluzione ponte, in attesa di poter sviluppare un progetto autonomo, la STR1 permise alla squadra "esordiente" di ottenere un punto, grazie all'ottavo posto di Liuzzi al Gran Premio degli Stati Uniti.

## Piloti
| Piloti ufficiali       | Piloti ufficiali  | Piloti ufficiali |
| Nazione                | Nome              | Numero           |
| ---------------------- | ----------------- | ---------------- |
| Italia (bandiera)      | Vitantonio Liuzzi | 20               |
| Stati Uniti (bandiera) | Scott Speed       | 21               |
| Piloti di riserva      |                   |                  |
| Nazione                | Nome              | Numero           |
| Svizzera (bandiera)    | Neel Jani         | 40               |

## Risultati in Formula 1
| Anno | Team                | Motore       | Gomme | Piloti |    |     |     |    |     |     |    |     |    |     |    |    |     |     |    |    |    |    | Punti | Pos. |
| ---- | ------------------- | ------------ | ----- | ------ | -- | --- | --- | -- | --- | --- | -- | --- | -- | --- | -- | -- | --- | --- | -- | -- | -- | -- | ----- | ---- |
| 2006 | Scuderia Toro Rosso | Cosworth V10 | M     | Liuzzi | 11 | 11  | Rit | 14 | Rit | 15  | 10 | 13  | 13 | 8   | 13 | 10 | Rit | Rit | 14 | 10 | 14 | 13 | 1     | 9º   |
| 2006 | Scuderia Toro Rosso | Cosworth V10 | M     | Speed  | 13 | Rit | 9   | 15 | 11  | Rit | 13 | Rit | 10 | Rit | 10 | 12 | 11  | 13  | 13 | 14 | 18 | 11 | 1     | 9º   |

| Legenda | 1º posto     | 2º posto | 3º posto    | A punti         | Senza punti/Non class.  | Grassetto – Pole position Corsivo – Giro più veloce |
| Legenda | Squalificato | Ritirato | Non partito | Non qualificato | Solo prove/Terzo pilota | Grassetto – Pole position Corsivo – Giro più veloce |